# Flagship Mountain
Flagship Mountain är ett berg i Antarktis. Det ligger i Östantarktis. Nya Zeeland gör anspråk på området. Toppen på Flagship Mountain är 1 720 meter över havet.
Terrängen runt Flagship Mountain är huvudsakligen kuperad. Trakten är obefolkad. Det finns inga samhällen i närheten. 